# Linderhausen
Linderhausen ist eine ehemalige Gemeinde im Ennepe-Ruhr-Kreis und heutiger Ortsteil der Stadt Schwelm in Nordrhein-Westfalen.

## Ortsteile
Linderhausen bestand neben dem Hauptort aus mehreren Außenortschaften, die heute zumeist Ortsteile von Schwelm sind. Zu diesen zählen die Einzelhöfe, Hofschaften, Weiler und Ortslagen Am Bleke, Am Eversbusch, Am Klothe, Am Kuckuck, Auf dem Graben, Auf der Kirchbreite, Auf der Worth, Auf'm Schliepers, Berghausen, Blumenroth (heute zu Wuppertal-Nächstebreck), Doninghaus, Erlen, Erlenbecke, Erlenrode (heute zu Wuppertal-Nächstebreck), Flasdiek, Gangelshausen, Heberge, Heibruch, Heide, Hellmannsbruch, Hemterberg, Hensbusch, Hoppenbruch, Hoppenhaide, Im Bruche, Im Kistchen, Im Listen-Hohl, Im Winkel, Kamp, Kämperbusch, Korthausen, Kronendahl, Lindenberg, Oberberge, Püttecke, Scharlicke oder auch Scharlücke, Schliepersbruch, Schloß, Siebeneiker, Sonntag, Uellendahl, Uhlenbruch (heute zu Wuppertal-Nächstebreck), Voßberg und Wiensiepen.
Diese Aufzählung ist möglicherweise unvollständig.

## Geschichte
Linderhausen wurde vermutlich, aber nicht mit letzter Gewissheit, im 11. Jahrhundert als Linniriahuson erstmals urkundlich erwähnt. 1302 erfolgte die erste gesicherte urkundliche Erwähnung als Lynderhusen. Um 1400 ist die Rede von der Linderhuser marke, ein genossenschaftlich genutzter Markwald der Linderhausener Bauerschaft, die im Jahr 1486 erstmals genannt wird.
Durch die Folgen des Dreißigjährigen Krieges wurden in Linderhausen mehr als die Hälfte der Hofgüter verwüstet. Um 1730 ist der erste Lehrer nachweisbar, ein Johann Peter Busch († 1732). Der Schwelmer Johann Caspar Hellmann legt im Bischofsbrucher Wald 1783 eine Ziegelbrennerei an. 1824 wurde das erste Linderhausener Schulgebäude auf dem Lindenberg (Ecke Scharlicker Straße/Kastanienstraße) erbaut, das am 6. Dezember 1911 abbrannte. Die Schule Korthausen wurde 1864 eröffnet. Die „neue“ Linderhausener Schule wurde schließlich am 8. Juli 1904 eingeweiht.
1910 erfolgte der Baubeginn für den Eisenbahntunnel durch den Lindenberg, den Linderhauser Tunnel. Der Tunnel wurde jedoch erst im Mai 1935 und anfangs nur eingleisig fertiggestellt. Im Ersten Weltkrieg verlor die Gemeinde Linderhausen etwa 40 Einwohner, denen mit einem Denkmal gedacht wurde. Im Zweiten Weltkrieg fielen weitere 70 Bürger. 1967 erfolgte die Einweihung eines weiteren neuen Schulgebäudes durch den Bürgermeister Dommasch.
Am 1. Januar 1970 verlor die bis dahin zum Amt Haßlinghausen gehörige Gemeinde Linderhausen durch die kommunale Neugliederung ihre Eigenständigkeit und wurde größtenteils nach Schwelm eingemeindet. Mit dem Beginn der Sommerferien wurde am 2. Juli 2009 die Grundschule Linderhausen aufgrund Schülermangels geschlossen. An ihrer Stelle entstand eine Schule für Rettungsassistenten des Bildungsinstituts des Deutschen Roten Kreuzes im Ennepe-Ruhr-Kreis. Die Turnhalle wurde zum Feuerwehrhaus für den Löschzug Linderhausen umgebaut.
Die Gemeinde Linderhausen hatte eine Fläche von 6,31 km².

## Vereinswesen
In Linderhausen sind folgende Vereine aktiv:
- Vereinsring Linderhausen e. V.
- Bürgerverein Linderhausen e. V.
- Spvg. Linderhausen 1920 e. V. -Fußball-
- Spvg. Linderhausen 1920 e. V. -Handball-
- Linderhauser Schützenverein 1894 e. V.
- MGV Linderhausen 1950 e. V.
- Motorsportfreunde Linderhausen e. V.
- Country-Freunde EN e. V.
- Linderhauser Treckerfreunde e. V.
- Kaninchenzuchtverein W 301 Linderhausen
- Nachbarschaft Linderhausen e. V.
- Freiwillige Feuerwehr Linderhausen
- Ev. Kirchengemeinde Linderhausen